# Elecciones generales de Anguila de 1989
Elecciones generales tuverion lugar en Anguila en 1989. La Alianza Nacional de Anguila resultó como el partido más grande, ganando tres de los siete escaños en la Asamblea.

## Resultados
| Partido | Votos | %     | Escaños |
| --- | ----- | ----- | ------- |
| Alianza Nacional de Anguila                                                                                        | 1510  | 40,80 | 3       |
| Partido Democrático de Anguila                                                                                     | 934   | 25,24 | 1       |
| Partido Unido de Anguila                                                                                           | 824   | 22,26 | 2       |
| Partido para Aculturation y Economía de Anguila                                                                    | 175   | 4,73  | 0       |
| Independientes | 258   | 6,97  | 1       |
| Total | 3701  | 100   | 7       |
| Fuente: Asamblea (enlace roto disponible en Internet Archive; véase el historial, la primera versión y la última). |       |       |         |